# Éder (football, 1987)
Pour les articles homonymes, voir Eder.
Éderzito António Macedo Lopes, dit Éder, né le 22 décembre 1987 à Bissau en Guinée-Bissau, est un footballeur international portugais évoluant au poste d'avant-centre.
Au niveau international, Éder participe à la Coupe du monde 2014 où il est vivement critiqué par les supporters portugais qui le surnomment alors le vilain petit canard (en portugais: O patinho feio).
L'Euro 2016 va changer son statut: en sortant du banc, il inscrit le seul et unique but lors de la prolongation en finale contre la France, offrant ainsi au Portugal sa première victoire dans un tournoi majeur, et devenant ainsi la coqueluche du public portugais.

## Biographie

### Enfance
Né à Bissau en Guinée-Bissau, il est l'aîné d'une famille de cinq enfants. Sa famille quitte le pays lorsqu'il a trois ans pour s'installer au Portugal. Ayant des difficultés à pouvoir subvenir à ses besoins, ses parents le confient à une institution pour enfants, le Lar o Girassol, à Coimbra où il suit une éducation catholique stricte, mais reste en contact avec sa famille.
À 13 ans, il commence à jouer pour l'Associação Desportiva e Cultural da Adémia, un petit club non loin de son institut.

### Carrière en club

#### Premiers pas au Portugal (2007-2015)
En 2007, alors âgé de 19 ans, il signe un premier contrat professionnel de 400 euros par mois à Tourizense, un club de troisième division portugaise,, où il dispute 45 matchs et inscrit 11 buts.
Réalisant une bonne saison, il attire l'œil de l'Académica de Coimbra, qui le recrute la saison suivante. Il joue 4 saisons sous la tunique de l'Académica et inscrit 19 buts.
En 2012, il est recruté par le Sporting Clube de Braga et le 23 septembre 2012, lors de la 4e journée de championnat, contre Rio Ave, il inscrit ses deux premiers buts sous ses nouvelles couleurs. Ses bonnes prestations attirent l'œil du sélectionneur portugais. Durant ces 3 saisons passées à Braga, il dispute 85 matchs et inscrit 33 buts.

#### Départ pour la Premier League à Swansea City (2015-2016)
Le 28 juin 2015, il rejoint Swansea City contre la somme de 5M € avec un contrat de trois ans.
Le 8 août 2015, Éder joue son premier match avec le club gallois face à Chelsea FC, après être entré en jeu à la place de Bafétimbi Gomis à la 79e minute de jeu (match nul 2-2 à Stamford Bridge).

#### Prêt puis transfert définitif au Lille OSC (2016-2018)
Durant le mercato d'hiver 2015-2016, alors qu'il joue peu à Swansea où Bafetimbi Gomis lui est préféré, il rejoint le LOSC Lille sous forme de prêt.
Lors de sa première titularisation, il marque son premier but avec le LOSC face au Stade rennais. Il acquiert alors une place de titulaire au sein de la formation nordiste, marquant six buts et délivrant quatre passes décisives en quatorze matchs.
Ayant convaincu les dirigeants lillois durant cette seconde partie de saison réussie, qui lui permet d'être retenu pour l'Euro français avec la sélection portugaise, le LOSC a fait de lui une priorité d'achat lors du mercato estival et le 24 mai 2016, il signe officiellement quatre ans au LOSC.
Cependant, après son but victorieux lors de finale face à la France à l'Euro 2016, il est sifflé à de nombreuses reprises sur les terrains de Ligue 1 et ses relations avec les supporters se dégradent. Egalement, un changement d'actionnariat et un renouvellement de l'effectif se profilent lors de l'été 2017, ce qui a pour conséquence qu'il n'entre plus dans les plans du nouvel entraineur, Marcelo Bielsa.

#### Prêt puis transfert définitif au Lokomotiv Moscou (2017-2021)
Le 23 août 2017, il est prêté pour une saison au Lokomotiv Moscou, où il réalise une saison modeste en marquant 4 buts en 17 titularisations, dont notamment l'unique but du match entre le Lokomotiv Moscou et le Zenith Saint-Pétersbourg et offre ainsi le titre à son équipe, qui redevient championne de Russie pour la première fois depuis la saison 2004. A l'issue de la saison, il signe définitivement au sein du club moscovite.
Le 26 septembre 2018, il réalise un retourné acrobatique somptueux qui permet à son équipe de revenir au score (2-2) lors d'un seizième de finale de Coupe de Russie remporté en prolongation face au Baltika Kaliningrad (2-3).
A l'issue de la saison 2020-2021, il quitte le Lokomotiv, où il aura disputé 119 matchs et inscrit 10 buts.

#### Départ pour l'Arabie saoudite à Al-Raed (2021-2022)
Lors du mercato estival de 2021, il rejoint officiellement le club d'Al-Raed, en Arabie Saoudite, où il ne dispute qu'une seule saison à l'issue de laquelle il prend part à 23 rencontres et inscrit 6 buts.

### Carrière internationale (2012-2018)

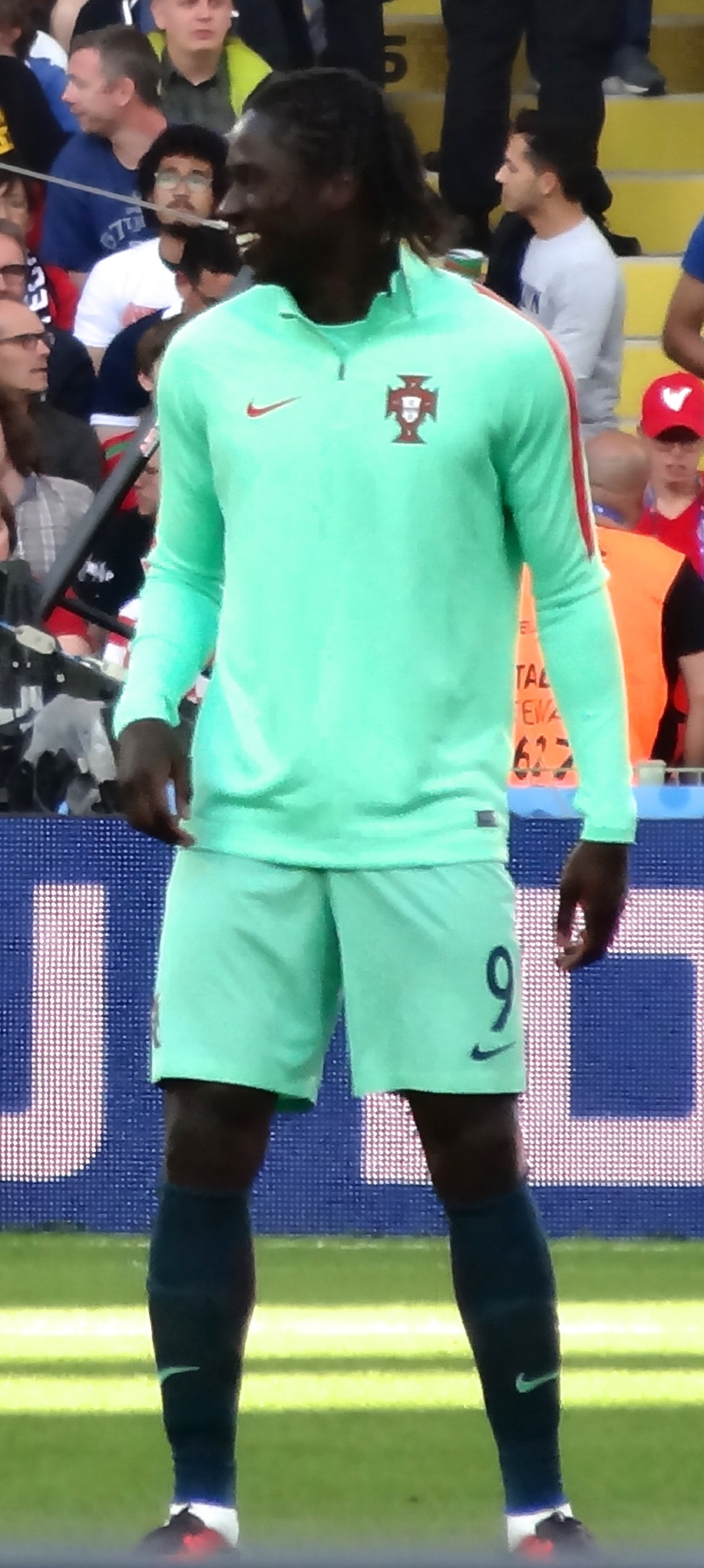
Éder lors de l'Euro 2016.

#### Premiers pas timides avec le Portugal (2012-2016)
Le 3 septembre 2012, profitant des forfaits de Carlos Martins et Manuel Fernandes, il est appelé pour la première fois en sélection A du Portugal par Paulo Bento dans le groupe préparant les deux premiers matchs de qualifications pour la Coupe du monde 2014.
Le 11 septembre 2012, il célèbre sa première apparition avec le maillot du Portugal en remplaçant Hélder Postiga à la 87e minute de la rencontre face à l'Azerbaïdjan dans une rencontre disputée au Stade municipal de Braga, l'enceinte du club où il évolue.
Retenu par Paulo Bento pour le mondial 2014 au Brésil, Éder tente de s'imposer comme véritable pointe de la sélection, mais ses apparitions sont plutôt décevantes.
Le 16 juin 2015, il marque son premier but avec la sélection lors de sa 18e cape contre l'Italie qui donnera la victoire aux siens (1-0). Ce but dans un match amical assez anodin a priori a été vu par le Mirror comme une cause lointaine de l'absence de l'Italie au Mondial 2018 en Russie, thèse reprise par O Jogo. Cette défaite fit en effet passer l'Italie du pot 1 au pot 2 des éliminatoires de la Zone Europe à la suite de la perte d'une place de au classement FIFA, au bénéfice de la Roumanie. L'Italie se retrouva en effet dans le groupe de l'Espagne, issue du pot 1.

#### Héros du peuple portugais lors de l'Euro 2016
Sélectionné pour disputer l'Euro 2016 avec le Portugal, il est remplaçant et ne prend part à quasiment aucune rencontre.
Toutefois, son statut va complètement changer le 10 juillet 2016 lors de la finale contre l'équipe de France : remplaçant Renato Sanches à la 79e minute, il marque le seul et unique but de la rencontre lors des prolongations à la 109e minute, permettant ainsi au Portugal de décrocher son premier titre international majeur, et devenant ainsi le héros de tout un peuple.
A l'occasion de la finale de l'Euro 2020, il est désigné pour ramener le fameux trophée remporté 5 ans auparavant  sur la pelouse de Wembley à l'occasion de la finale de l'Euro 2020, finalement remportée aux tirs au but par l'Italie.

#### Fin de carrière internationale en 2018
Malgré son statut de héros, Éder peine à confirmer en club: sa dernière sélection avec la Seleção remonte au 20 novembre 2018 face à la Pologne où il ne joue que 3 minutes en sortie de banc.
Depuis, il n'est plus retenu par la sélection portugaise lors de la Coupe du monde 2018, l'Euro 2020 et la Coupe du monde 2022.
En novembre 2023, il est nommé ambassadeur à titre honorifique de la Fédération portugaise de football.

## Statistiques

### Statistiques détaillées
| Saison                | Club                    | Championnat           | Championnat | Championnat | Championnat | Coupe(s) nationale(s) | Coupe(s) nationale(s) | Coupe(s) nationale(s) | Supercoupe | Supercoupe | Supercoupe | Compétition(s) continentale(s) | Compétition(s) continentale(s) | Compétition(s) continentale(s) | Compétition(s) continentale(s) | Portugal | Portugal | Portugal | Total | Total | Total |
| Saison                | Club                    | Division              | M.          | B.          | P.d.        | M.                    | B.                    | P.d.                  | M.         | B.         | P.d.       | Comp.                          | M.                             | B.                             | P.d.                           | M.       | B.       | P.d.     | M.    | B.    | P.d.  |
| 2006-2007             | Tourizense              | D3                    | 7           | 1           | -           | 1                     | 0                     | 0                     | -          | -          | -          | -                              | -                              | -                              | -                              | -        | -        | -        | 8     | 1     | 0     |
| 2007-2008             | Tourizense              | D3                    | 34          | 10          | -           | 1                     | 0                     | 0                     | -          | -          | -          | -                              | -                              | -                              | -                              | -        | -        | -        | 35    | 10    | 0     |
| 2008-2009             | Tourizense              | D3                    | 1           | 0           | -           | 1                     | 0                     | 0                     | -          | -          | -          | -                              | -                              | -                              | -                              | -        | -        | -        | 2     | 0     | 0     |
| Sous-total            | Sous-total              | Sous-total            | 42          | 11          | -           | 3                     | 0                     | 0                     | -          | -          | -          | -                              | -                              | -                              | -                              | -        | -        | -        | 45    | 11    | 0     |
| 2008-2009             | Académica               | D1                    | 24          | 1           | 2           | 6                     | 0                     | 0                     | -          | -          | -          | -                              | -                              | -                              | -                              | -        | -        | -        | 30    | 1     | 2     |
| 2009-2010             | Académica               | D1                    | 22          | 4           | 3           | 5                     | 2                     | 0                     | -          | -          | -          | -                              | -                              | -                              | -                              | -        | -        | -        | 27    | 6     | 3     |
| 2010-2011             | Académica               | D1                    | 21          | 2           | 2           | 6                     | 3                     | 0                     | -          | -          | -          | -                              | -                              | -                              | -                              | -        | -        | -        | 27    | 5     | 2     |
| 2011-2012             | Académica               | D1                    | 16          | 5           | 2           | 5                     | 2                     | 1                     | -          | -          | -          | -                              | -                              | -                              | -                              | -        | -        | -        | 21    | 7     | 3     |
| Sous-total            | Sous-total              | Sous-total            | 83          | 12          | 9           | 22                    | 7                     | 1                     | -          | -          | -          | -                              | -                              | -                              | -                              | -        | -        | -        | 105   | 19    | 10    |
| 2012-2013             | SC Braga                | D1                    | 18          | 13          | 3           | 7                     | 3                     | 0                     | -          | -          | -          | C1                             | 7                              | 0                              | 2                              | 5        | 0        | 0        | 37    | 16    | 5     |
| 2013-2014             | SC Braga                | D1                    | 13          | 3           | 3           | 2                     | 1                     | 0                     | -          | -          | -          | C3                             | 1                              | 0                              | 0                              | 6        | 0        | 0        | 22    | 4     | 3     |
| 2014-2015             | SC Braga                | D1                    | 29          | 10          | 1           | 10                    | 4                     | 2                     | -          | -          | -          | -                              | -                              | -                              | -                              | 7        | 1        | 0        | 46    | 15    | 3     |
| Sous-total            | Sous-total              | Sous-total            | 60          | 26          | 7           | 19                    | 8                     | 2                     | -          | -          | -          | -                              | 8                              | 0                              | 2                              | 18       | 1        | 0        | 105   | 35    | 11    |
| 2015-2016             | Swansea City            | Premier League        | 13          | 0           | 0           | 2                     | 0                     | 0                     | -          | -          | -          | -                              | -                              | -                              | -                              | 3        | 0        | 0        | 18    | 0     | 0     |
| Sous-total            | Sous-total              | Sous-total            | 13          | 0           | 0           | 2                     | 0                     | 0                     | -          | -          | -          | -                              | -                              | -                              | -                              | 3        | 0        | 0        | 18    | 0     | 0     |
| 2015-2016             | LOSC Lille (prêt)       | Ligue 1               | 13          | 6           | 4           | 1                     | 0                     | 0                     | -          | -          | -          | -                              | -                              | -                              | -                              | 8        | 3        | 0        | 22    | 9     | 4     |
| 2016-2017             | LOSC Lille              | Ligue 1               | 31          | 6           | 3           | 5                     | 1                     | 0                     | -          | -          | -          | C3                             | 1                              | 0                              | 0                              | 4        | 0        | 0        | 41    | 7     | 3     |
| Sous-total            | Sous-total              | Sous-total            | 44          | 12          | 7           | 6                     | 1                     | 0                     | -          | -          | -          | -                              | 1                              | 0                              | 0                              | 12       | 3        | 0        | 63    | 16    | 7     |
| 2017-2018             | Lokomotiv Moscou (prêt) | D1                    | 18          | 4           | 1           | 1                     | 0                     | 0                     | -          | -          | -          | C3                             | 9                              | 0                              | 1                              | 0        | 0        | 0        | 28    | 4     | 2     |
| 2018-2019             | Lokomotiv Moscou        | D1                    | 22          | 1           | 1           | 6                     | 2                     | 0                     | 1          | 0          | 0          | C1                             | 6                              | 0                              | 0                              | 2        | 1        | 0        | 37    | 4     | 1     |
| 2019-2020             | Lokomotiv Moscou        | D1                    | 23          | 4           | 0           | 1                     | 1                     | 0                     | 1          | 0          | 0          | C1                             | 5                              | 0                              | 0                              | -        | -        | -        | 30    | 5     | 0     |
| 2020-2021             | Lokomotiv Moscou        | D1                    | 20          | 1           | 1           | 2                     | 0                     | 1                     | 1          | 0          | 0          | C1                             | 3                              | 1                              | 0                              | -        | -        | -        | 26    | 2     | 2     |
| Sous-total            | Sous-total              | Sous-total            | 83          | 10          | 3           | 10                    | 3                     | 1                     | 3          | 0          | 0          | -                              | 23                             | 1                              | 1                              | 2        | 1        | 0        | 121   | 15    | 5     |
| 2021-2022             | Al-Raed                 | D1                    | 22          | 6           | 1           | 1                     | 0                     | 0                     | -          | -          | -          | -                              | -                              | -                              | -                              | -        | -        | -        | 23    | 6     | 1     |
| Sous-total            | Sous-total              | Sous-total            | 22          | 6           | 1           | 1                     | 0                     | 0                     | -          | -          | -          | -                              | -                              | -                              | -                              | -        | -        | -        | 23    | 6     | 1     |
| Total sur la carrière | Total sur la carrière   | Total sur la carrière | 347         | 77          | 27          | 63                    | 19                    | 4                     | 3          | 0          | 0          | -                              | 32                             | 1                              | 3                              | 35       | 5        | 0        | 480   | 102   | 34    |

### Buts internationaux
| 0     | Date | Lieu | Compétition                                                                                                  | Résultat | Adversaire                                                                                                   | Détail | Détail | Détail | Sél. |
| ----- | --- | --- | --- | --- | --- | --- | --- | --- | --- |
| 1er   | 16 juin 2015                                                                                                 | Stade de Genève, Lancy, Suisse                                                                               | Match amical                                                                                                 | V 0-1 | Italie | 52e | du pied droit                                                                                                | 0-1 | 18e |
| 2e    | 29 mai 2016                                                                                                  | Stade du Dragon, Porto, Portugal                                                                             | Match amical                                                                                                 | V 3-0 | Norvège | 70e | du pied droit                                                                                                | 3-0 | 24e |
| 3e    | 8 juin 2016                                                                                                  | Estádio da Luz, Lisbonne, Portugal                                                                           | Match amical                                                                                                 | V 7-0 | Estonie | 80e | du pied droit                                                                                                | 7-0 | 26e |
| 4e    | 10 juillet 2016                                                                                              | Stade de France, Saint-Denis, France                                                                         | Finale de l'Euro 2016                                                                                        | V 1-0 a.p.                                                                                                   | France | 109e | du pied droit                                                                                                | 1-0 | 29e |
| 5e    | 14 octobre 2018                                                                                              | Hampden Park, Glasgow, Royaume-Uni                                                                           | Match amical                                                                                                 | V 1-3 | Écosse | 74e | de la tête                                                                                                   | 0-2 | 34e |
| Total | 5 buts (4 du pied droit et 1 de la tête) en 34 sélections entre le 11 septembre 2012 et le 20 novembre 2018. | 5 buts (4 du pied droit et 1 de la tête) en 34 sélections entre le 11 septembre 2012 et le 20 novembre 2018. | 5 buts (4 du pied droit et 1 de la tête) en 34 sélections entre le 11 septembre 2012 et le 20 novembre 2018. | 5 buts (4 du pied droit et 1 de la tête) en 34 sélections entre le 11 septembre 2012 et le 20 novembre 2018. | 5 buts (4 du pied droit et 1 de la tête) en 34 sélections entre le 11 septembre 2012 et le 20 novembre 2018. | 5 buts (4 du pied droit et 1 de la tête) en 34 sélections entre le 11 septembre 2012 et le 20 novembre 2018. | 5 buts (4 du pied droit et 1 de la tête) en 34 sélections entre le 11 septembre 2012 et le 20 novembre 2018. | 5 buts (4 du pied droit et 1 de la tête) en 34 sélections entre le 11 septembre 2012 et le 20 novembre 2018. | 5 buts (4 du pied droit et 1 de la tête) en 34 sélections entre le 11 septembre 2012 et le 20 novembre 2018. |

## Palmarès

### En club
- Académica Coimbra :
  - Vainqueur de la Coupe du Portugal en 2012.
- SC Braga :
  - Vainqueur de la Coupe de la Ligue en 2013.
  - Finaliste de la Coupe du Portugal en 2015.
- LOSC Lille :
  - Finaliste de la Coupe de la Ligue en 2016.
- Lokomotiv Moscou
  - Champion de Premier League en 2018.
  - Vainqueur de la Coupe de Russie en 2019 et 2021.
  - Vainqueur de la Supercoupe de Russie en 2019.
  - Vice-champion de Premier League en 2019 et 2020.
  - Finaliste de la Supercoupe de Russie en 2018 et 2020.

### En sélection
- Portugal
  - Vainqueur du Championnat d'Europe en 2016.
  - Vainqueur de la Ligue des nations en 2019.